# ATP Nizza 1990
L'ATP Nizza 1990 è stato un torneo di tennis giocato sulla terra rossa. È stata la 19ª edizione dell'ATP Nizza che fa parte della categoria World Series nell'ambito dell'ATP Tour 1990. Si è giocato a Nizza in Francia dal 16 al 22 aprile 1990.

## Campioni

### Singolare
Juan Aguilera ha battuto in finale  Guy Forget con il punteggio di 2–6, 6–3, 6–4

### Doppio
Alberto Mancini /  Yannick Noah hanno battuto in finale  Marcelo Filippini /  Horst Skoff con il punteggio di 6–4, 7–6